# Edward Pawłowski
Edward Pawłowski (ur. 6 czerwca 1889 w Jaksicach, zm. 1 kwietnia 1966 w Poznaniu) – podporucznik Armii Cesarstwa Niemieckiego, major piechoty Wojska Polskiego II RP, kawaler Orderu Virtuti Militari.

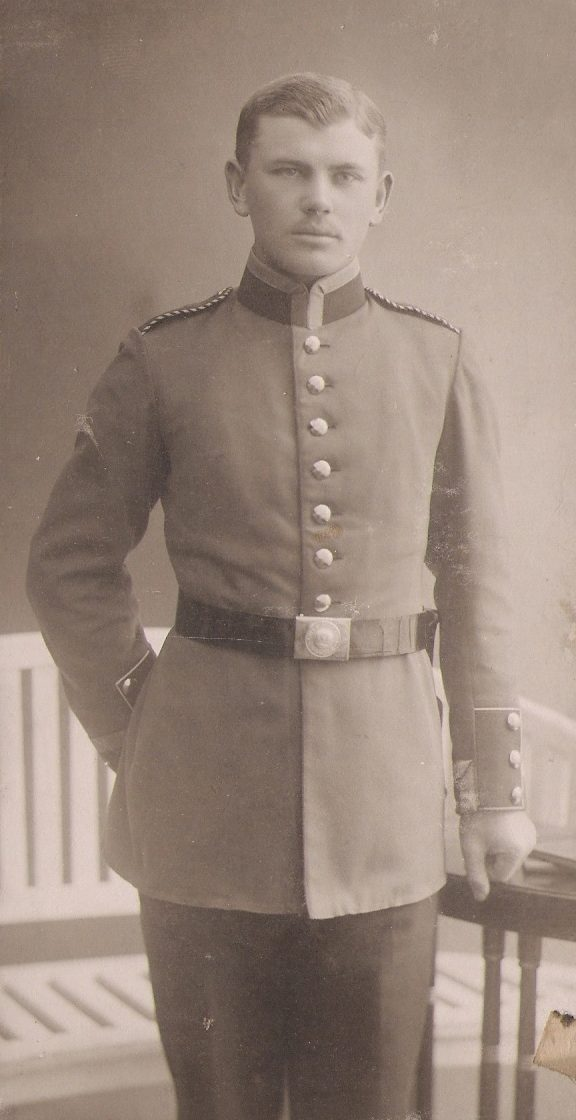
Jednoroczny ochotnik w barwach 47 pp

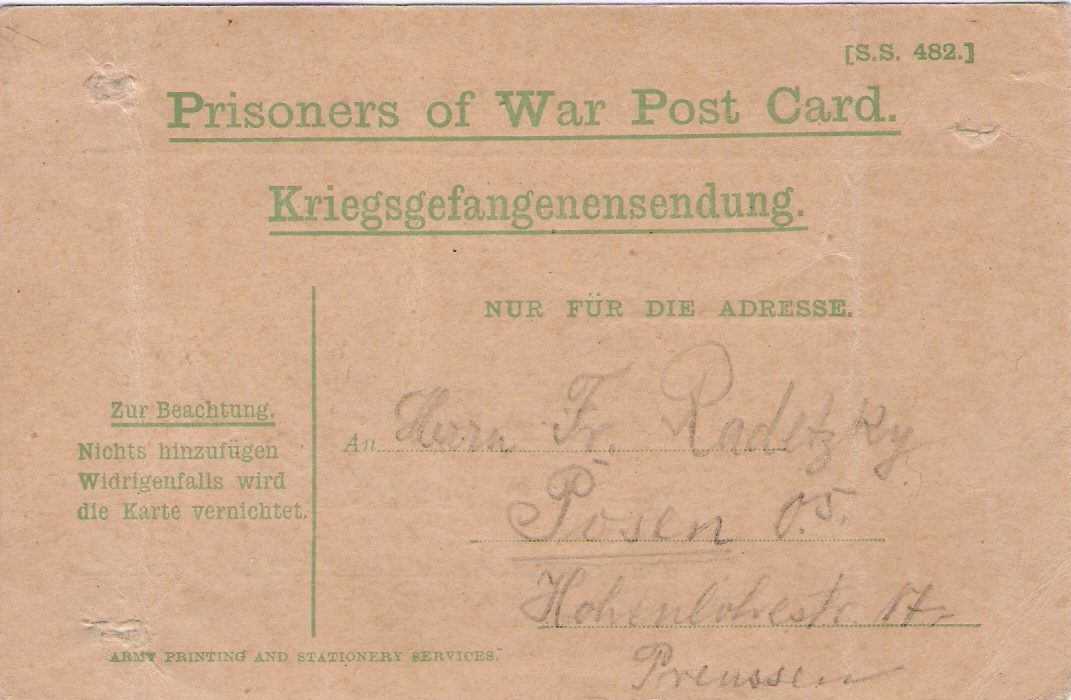

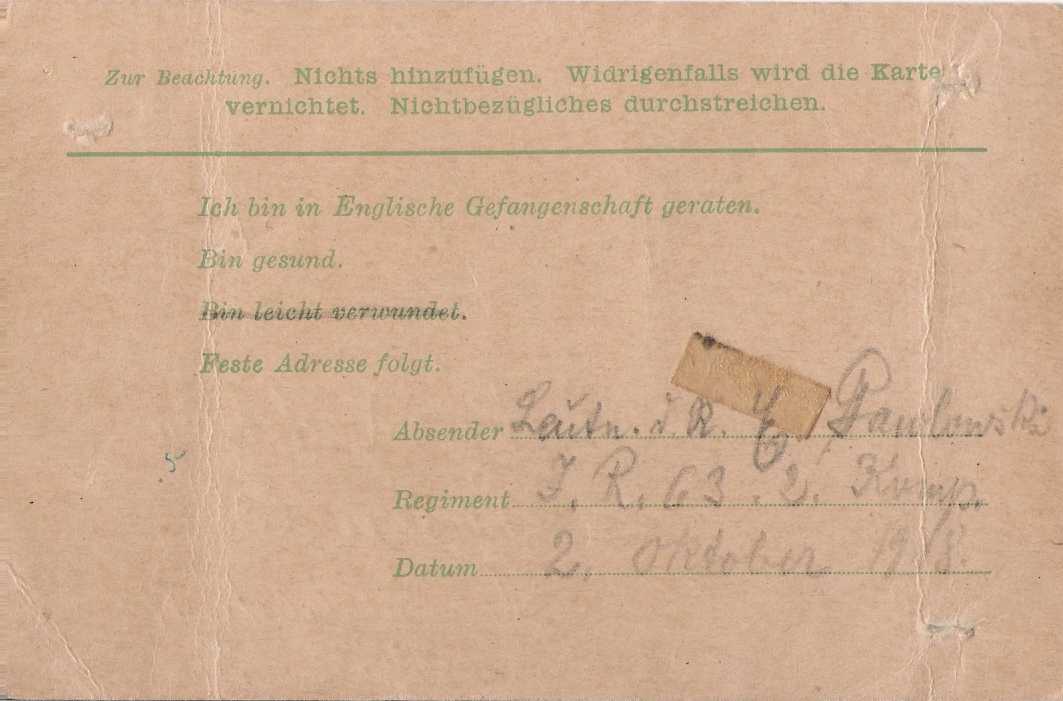

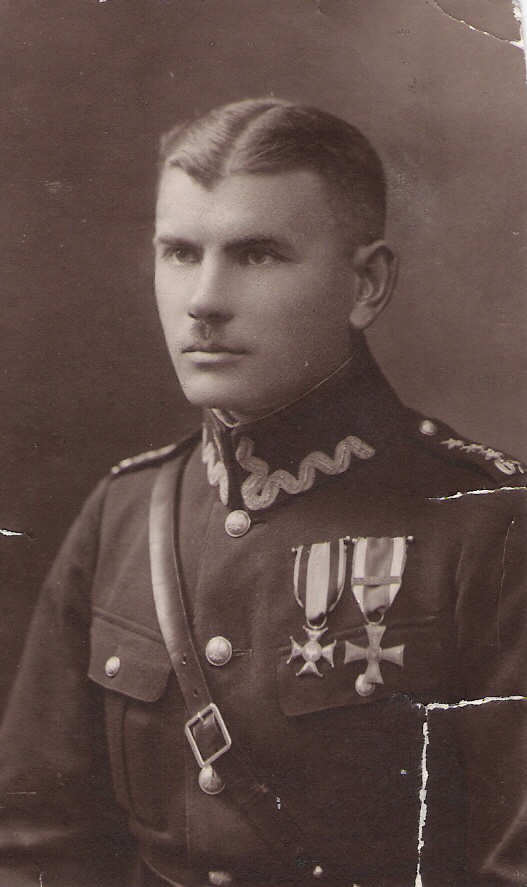
Kapitan Edward Pawłowski

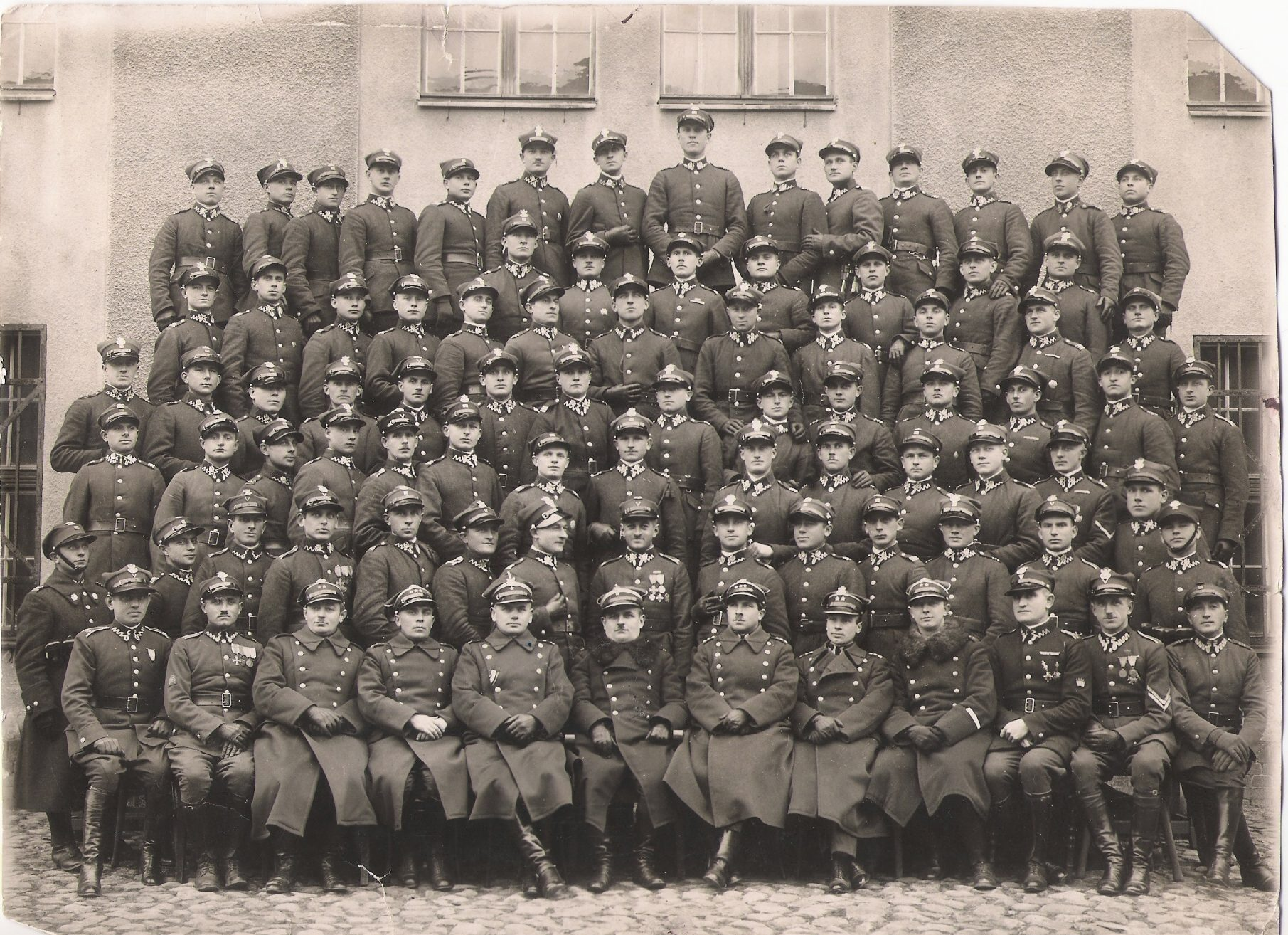
mjr E. Pawłowski (w I rzędzie, piąty od lewej)

## Życiorys

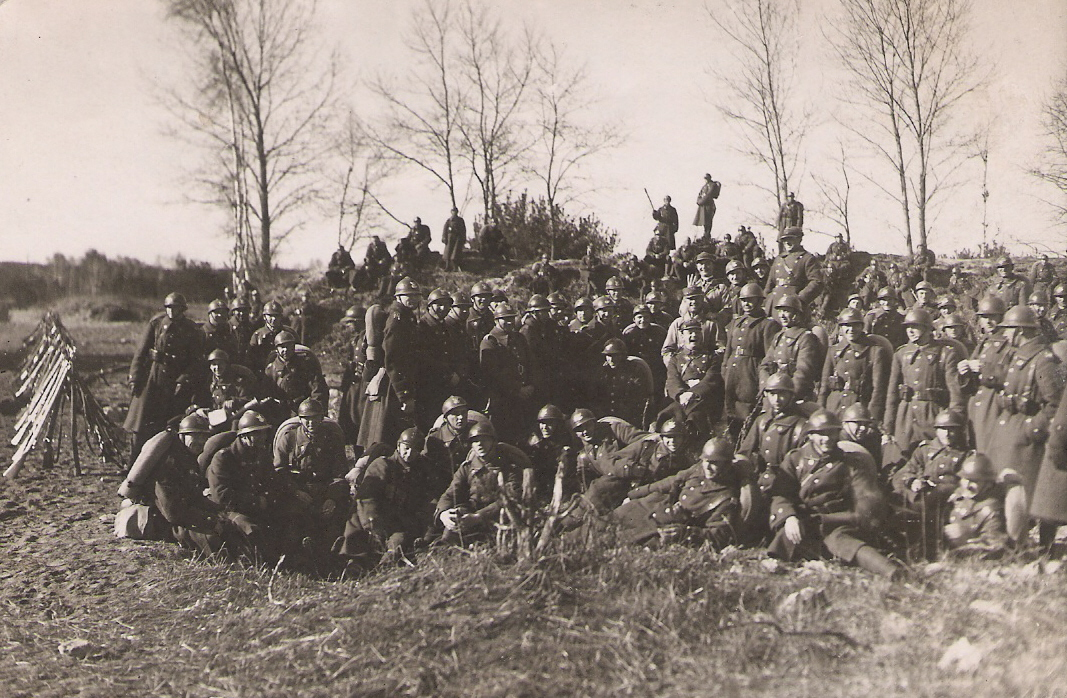
Kurs SPZP w Grupie

Był synem Romana i Marianny z domu Łuczak. W 1909 roku ukończył Seminarium Nauczycielskie w Bydgoszczy i zdał pierwszy egzamin nauczycielski. Drugi egzamin zdał w 1912 roku we Wschowie. Już po zdaniu pierwszego egzaminu podjął pracę jako nauczyciel Szkoły Powszechnej w Będlewie, gdzie pracował w okresie od 1 września 1909 roku do 31 marca 1913 roku.

## Służba w armii niemieckiej, udział w I wojnie światowej
Od kwietnia 1913 roku do 31 marca 1914 roku obył jednoroczną ochotniczą służbę w 47 pułku piechoty Króla Bawarii Ludwika III w Poznaniu. 1 marca 1914 roku został mianowany kapralem. Po odbyciu służby wojskowej otrzymał 1 kwietnia 1914 roku posadę nauczyciela etatowego w Bartoszewicach.
1 sierpnia 1914 roku z chwilą wybuchu I wojny światowej został zmobilizowany do 50 pułku piechoty Hrabiego Werderu w Rawiczu, który przydzielony został do V Korpusu Armijnego. W szeregach tego pułku, jako dowódca drużyny, wyruszył na front francuski. 27 września został ranny pod Verdun. Pobyt w szpitalu nie trwał długo, już 15 listopada 1914 r. został dowódcą plutonu w Baonie Zapasowym, którym dowodzi do 1 września 1915 r. Następnie (2 września 1915 r.) został mianowany sierżantem i przydzielony do 333 pułku piechoty, z którym walczył na froncie rosyjskim, a później w Rumunii. 1 lutego 1917 roku w Bukareszcie został skierowany na Kurs Kulomiotów, jak ówcześnie nazywano karabiny maszynowe. W dniu 30 czerwca 1917 roku. został mianowany podporucznikiem i ponownie skierowany na kurs lekkich karabinów maszynowych (od 1 do 27 lipca 1917 r.) W okresie od 5 października 1917 roku do 1 kwietnia 1918 roku dowodził pułkowym oddziałem lekkich karabinów maszynowych. Jednocześnie przeszedł 3-tygodniowy kurs w baonie szturmowym. Po zawieszeniu broni przez Rumunię został wysłany 5 kwietnia 1918 roku na front francuski do 63 pułku piechoty (VI Korpus Armijny), z którym 27 września dostał się do niewoli angielskiej.
2 października 1918 roku wysłał z obozu pierwszą wiadomość do rodziny w Polsce. Z trzech uprzednio wydrukowanych zdań wybrał dwa: „Ich bin in Englische Gefangenschaft geraten” (jestem w niewoli angielskiej) oraz „Bin gesund” (jestem zdrowy) i podkreślił je. Z niewoli został zwolniony w dniu 10 lipca 1919 roku i wysłany z Anglii do Polski przez Francję.

## Udział w wojnie z bolszewikami
We Francji dotarły do niego informacje o wydarzeniach w Poznaniu, dlatego nie czekając na powrót do Polski, już w Paryżu 10 sierpnia 1919 roku zgłosił się do Polskiej Misji Wojskowej i 4 września 1919 r. przez Włochy i Czechosłowację dotarł do Polski. Po zgłoszeniu się na Stacji Zbornej w Warszawie został wysłany do Poznania.
20 września 1919 roku został przydzielony do 8 pułku strzelców wielkopolskich (później przemianowanego na 62 pułk piechoty) i wyznaczony na stanowisko dowódcy 5 kompanii. W szeregach tego pułku do 6 marca 1920 roku walczył na Froncie Wielkopolskim. 14 czerwca 1920 roku, w czasie bitwy nad Berezyną, zdobył most na rzece. Za ten czyn 15 grudnia 1920 roku został awansowany na porucznika. W dniu 19 września 1920 roku po ciężkich walkach zdobył wioskę Nowosiłki, za co otrzymał Krzyż Srebrny Orderu Virtuti Militari. Już dnia następnego walczył pod Sienosielcami. Początkowo w wyniku ognia krzyżowego nieprzyjacielskiej pancerki oddział musiał się wycofać, ale uderzył ponownie, biorąc jeńców i dwa karabiny maszynowe. Za czyn ten otrzymał Krzyż Walecznych. W trzy dni później, 23 września 1920 roku, za zdobycie wzgórza 205 na wschód od Świsłoczy w wyniku czego nieprzyjaciel wycofał się w stronę Wołkowyska, otrzymał po raz drugi Krzyż Walecznych. W tym okresie jego przełożonymi byli: por. Pławinski, dowódca II/62 pp, płk Władysław Grabowski, dowódca 62 pp, gen. ppor. Tadeusz Gałecki, dowódca XXX BP, gen. ppor. Władysław Jung, dowódca 15 DP i gen. por. Leonard Skierski, dowódca 4 Armii.
W ramach 62 pułku brał czynny udział w walkach przeciwko bolszewikom na froncie wschodnim (w ofensywie ukraińskiej oraz litewsko-białoruskiej), skąd nastąpił odwrót do Warszawy. Od 21 grudnia 1920 do 3 stycznia 1921 roku przebywał na terenie garnizonu jako d–ca 5 kompanii, a następnie od 4 stycznia do
15 marca 1921 jako d-ca 4 kompanii, która powstała po przeformowaniu 62 pułku. W drugiej połowie 1921 roku brał udział w walkach i podczas forsowania Berezyny zrobił wypad na wieś Sjelowke?, a w bojach odwrotowych pomiędzy Słominem a Wołkowyskiem zdobył w kontrataku wieś Jałuczewice i jednocześnie kopiec 159 oraz wieś Koniewice. Za powyższe walki został w 26 stycznia 1922 mianowany na stopień kapitana.

## Pokojowa służba w Wojsku Polskim
Pozostając do 9 sierpnia dowódcą 4 kompanii przebywał w okresie od 30 kwietnia do 14 czerwca 1921 roku na 6-tyg. kursie w Szkole Strzelania w Biedrusku. Od 10 lipca 1922 do 16 sierpnia 1922 pełni w/z funkcję d-cy baonu. 25 lipca 1923 otrzymał 4-tyg. urlop wypoczynkowy, z którego już wcześniej (8 sierpnia 1923) powrócił, aby (od 17 sierpnia 1923) pełnić funkcję d-cy 7 kompanii w II baonie. 30 sierpnia otrzymał 16 dni urlopu, a po powrocie ponownie pełnił tę samą funkcję aż do 28 września 1923 roku. Następnie został w/z d-cą baonu na okres od 29 września 1923 do 29 lutego 1924. W międzyczasie, tj. od 5 lutego do 29 lutego 1924 roku przebywał ponownie na urlopie. Od 1 marca 1924 roku pełnił funkcję d-cy kompanii, a od 5 maja przebywał na Kursie Doszkolenia Młodych Oficerów w Chełmnie, który ukończył 28 września 1924 roku. W nagrodę otrzymał 10-dniowy urlop (30 września -9 października 1924 roku). W okresie od 10 października 1924 roku do 13 września 1925 roku był d-cą 4 kompanii i w/z d-cą baonu. W czasie od 7 kwietnia 1925 roku do 17 kwietnia 1925 roku w następstwie pochwały (Rozkaz 80/25) otrzymał urlop. Powtórna pochwała była powodem kolejnego urlopu od 28 sierpnia do 3 września 1925 roku. Od 14 września do 15 grudnia 1925 roku przebywał w Doświadczalnym Centrum Wyszkolenia w Rembertowie, by od 16 grudnia 1925 roku podjąć funkcję dowódcy kompanii w Szkole Podoficerów Zawodowych Piechoty Nr 8 w Grudziądzu. W 1926 roku zawarł związek małżeński z Jadwigą Sentkowską.
12 kwietnia 1927 roku awansował na majora ze starszeństwem z dniem 1 stycznia 1927 roku i 42. lokatą w korpusie oficerów piechoty. 16 czerwca 1927 roku zostaje wykładowcą w Szkole P.Z.P. Od 24 lipca 1928 roku pełni funkcję z-cy Komendanta Szkoły. 6 września 1929 roku zostaje ojcem pierwszego syna Zdzisława-Edwarda. Od 1 stycznia 1930 został przesunięty do szczebla „B”. Od 26 marca 1931 roku do 30 sierpnia 1935 roku był kwatermistrzem Korpusu Kadetów Nr 3 w Rawiczu. W okresie od 2 do 26 sierpnia 1933 roku pełni obowiązki komendanta Korpusu Kadetów Nr 3. Z dniem 31 sierpnia 1935 roku został przeniesiony w stan spoczynku.
Pod koniec 1935 roku przeniósł się z rodziną z Rawicza do Poznania. W 1936 roku podjął pracę u Waleriana Sentkowskiego, brata żony Jadwigi, w fabryce przetwórstwa ryb w Poznaniu przy ul. Głównej. Został współudziałowcem w zarządzie fabryki. Korzystał wówczas ze służbowego samochodu marki „Horch”. 5 stycznia 1938 roku urodzi się drugi syn Janusz.
II wojna światowa
W wyniku mobilizacji w 1939 roku wywozi 28 sierpnia żonę Jadwigę z dwójką synów na wieś do Łojewa. Pomimo nieotrzymania karty mobilizacyjnej ze wzg. na wiek zgłosił się do Komendy Wojskowej, która to skierowała go do wojska, wysyłając pod Warszawę na poszukiwanie pułku, do którego został skierowany. Poszukiwania się nie udały, ponieważ w międzyczasie pułk wyruszył w kierunku Lwowa. Trudności związane z przemieszczaniem uratowały mu życie, bowiem pułk został wzięty przez Rosjan do niewoli i oficerów wywieziono do Kozielska i Katynia. Nie wiedząc o zaistniałej sytuacji, dotarł do Lwowa, gdzie dowiedział się o aresztowaniach. Aby nie zostać również aresztowanym, udał pracownika rolnego i w przebraniu wydostał się ze Lwowa. Następnie przedostał się przez granicę rosyjsko-niemiecką i w listopadzie 1939 roku (po miesięcznej podróży) udało mu się dostać do Poznania. W międzyczasie mieszkanie na ul. Słowackiego w Poznaniu, w którym dotychczas mieszkał, zostało zarekwirowane przez Niemców, więc z całą rodziną zamieszkał w fabryce ryb, w której przed wybuchem wojny poprzednio pracował. Gdy Niemcy zajęli fabrykę, urządzili w niej zakład malowania na szkle i tam pracował jako pracownik. Niemcom coraz bardziej brakowało siły roboczej i w 1943 roku syn jego Zdzisław, pomimo młodego wieku (13 lat) został przymusowo zatrudniony w zakładach „Telefunken” pracujących na potrzeby wojska. Praca Edwarda Pawłowskiego w zakładzie malowania na szkle trwała do końca wojny. Aresztowania za wcześniejsze przynależenie do wojska polskiego uniknął tylko dzięki temu, że podczas zaborów 1914–1918 był przymusowo wcielony do armii niemieckiej.

## Ostatnie lata życia, okres powojenny
Po zakończeniu wojny w 1945 roku sam zgłosił się do Wojska Polskiego, ale nie został przyjęty z uwagi na przedwojenna służbę wojskową. W późniejszym okresie komunistyczna władza zaproponowała mu podjęcie pracy w wojsku, ale odmówił, motywując to tym, że nie o taką Polskę walczył. W ten sposób zamknął sobie drogę do podjęcia jakiejkolwiek pracy w Poznaniu. Wówczas to podjął pracę w przetwórni ryb w Gnieźnie, dokąd musiał dojeżdżać z Poznania. Okres stalinowski uniemożliwił mu dalszą pracę w Gnieźnie, w związku z czym podjął pracę w Kościanie, musząc jeszcze dalej dojeżdżać, ale i tę pracę niebawem utracił, gdy jego nowy pracodawca dowiedział się o przedwojennej służbie wojskowej. Z biegiem czasu, mając bardzo niską emeryturę i 4 osoby na utrzymaniu, podjął pracę w kiosku Ruchu „RSW” na terenie Szpitala Wojskowego przy ul. Grunwaldzkiej 11, gdzie pracował do ostatnich chwil swojego życia. Zmarł 1 kwietnia 1966 r. w wieku 77 lat. Został pochowany 5 kwietnia 1966 r. na cmentarzu Junikowskim w Poznaniu (pole 11-6-4). Był mężem Jadwigi (1903–1980). Jego synowie: Zdzisław (1929–2012), był dyrektorem ZEOZ, a Janusz – dyrektorem BKT.

## Ordery i odznaczenia
- Krzyż Srebrny Orderu Wojskowego Virtuti Militari nr 4664 (1922)[6][7]
- Krzyż Walecznych (dwukrotnie: 1920 i 1921)[8]
- Złoty Krzyż Zasługi (10 listopada 1938)[9][10]
- Medal Pamiątkowy za Wojnę 1918–1921 (1928)
- Medal Dziesięciolecia Odzyskanej Niepodległości
- Brązowy Medal za Długoletnią Służbę (1938)
- Krzyż Żelazny I klasy (Cesarstwo Niemieckie)
- Krzyż Żelazny II klasy (Cesarstwo Niemieckie)